# Ruskinovce
Ruskinovce (deutsch Rissdorf) war ein vorwiegend deutschsprachiges Dorf im slowakischen Okres Kežmarok (Bezirk Käsmark), das in den 1950er Jahren dem Truppenübungsplatz Javorina weichen musste.

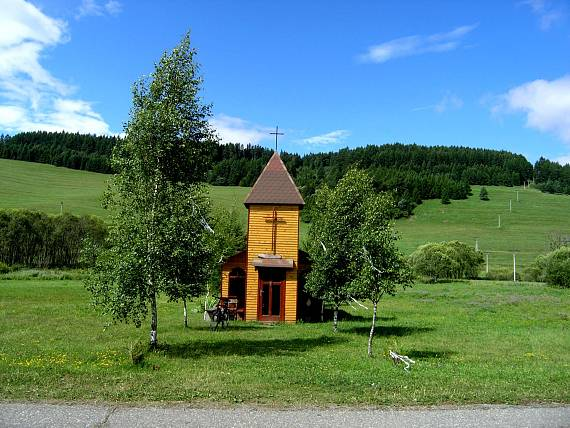
Holzkapelle an der vormaligen Stelle der katholischen Kirche

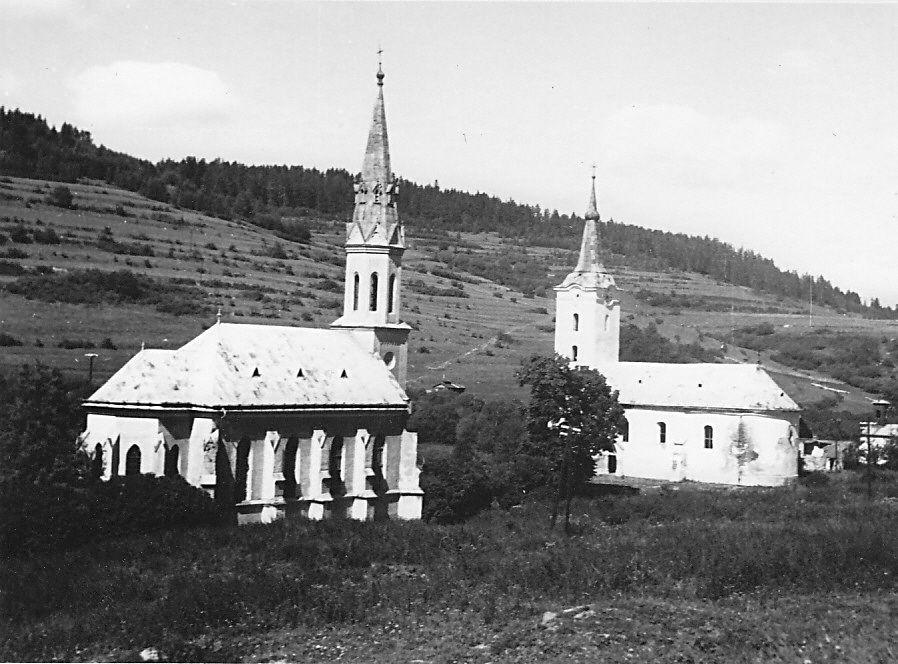
Rissdorf in den 1930er Jahren

## Geschichte
Der Ort war möglicherweise schon von Kelten besiedelt. Mit Beginn des 11. Jahrhunderts wurde mit der Entwicklung des Landes des seit langer Zeit undurchdringlichen Grenzgebiets zwischen Polen und Ungarn begonnen. Dafür wurden im 12. Jahrhundert erste deutsche Siedler angeworben. In Höhe der Ortslage von Rissdorf befand sich um 1200 eine ungarische Grenzbefestigung der 2. Grenzlinie. Der Zuzug deutscher Siedler wurde nach den Verwüstungen des Mongolensturms im Jahr 1241 verstärkt. Rissdorf ist urkundlich erstmals als Ruzkin in einer von Erzbischof Philipp von Gran 1268 ausgestellten Urkunde erwähnt, mit der die Abgaben der Pfarreien an den Zipser Propst geregelt wurden.
Später gehörte Rissdorf zum 1340 gebildeten Bund der Zipser Städte, die Recht auf Selbstverwaltung hatten. Die sichere Rechtsordnung, Privilegien und die Lage der Zips an wichtigen Handelsrouten führten dazu, dass die Städte der Zipser Sachsen bereits im 14. Jahrhundert ihre höchste wirtschaftliche und kulturelle Blüte erlebten. Zusammen mit zwölf weiteren Zipser Städten wurde Rissdorf 1412 von König Sigismund an den polnischen König verpfändet. Österreich besetzte die Zips 1722 als Ausgleich für das infolge des Siebenjährigen Krieges an Preußen verlorene Schlesien. Infolge des wirtschaftlichen Niedergangs verloren einige Orte ihren Rang als Stadt, so auch Rissdorf.
Rissdorf hatte eine größere, die römisch-katholische, und eine etwas kleinere, evangelische Kirche. Hinter dem Ort in Richtung Leutschau stand eine Johannes Nepomuk geweihte Kapelle. 
Haupterwerbszweig war für die Rissdorfer die Landwirtschaft und der Holzhandel. 1839, 1863 und 1879 wurde Rissdorf durch Großbrände fast vollständig zerstört.
Die fortschreitende Industrialisierung brachte soziale Veränderungen, die Abwanderungen tausender Deutscher in andere Teile Ungarns, aber auch nach Nordamerika nach sich zogen. Während die Zips insgesamt nach dem Ersten Weltkrieg einen deutschen Bevölkerungsanteil von 22 Prozent hatte, waren in Rissdorf die Deutschen in der Mehrheit.
Nach dem Zweiten Weltkrieg wurden die Zipser Deutschen aus ihrer Heimat vertrieben.
Im Jahr 1952 wurden Rissdorfs Wohn- und Wirtschaftsgebäude abgebaut, deren Material zum Bau von Straßen verwendet wurde. Die Kirchen wurden zuerst gereinigt und dienten als Lagerhäuser.
Ende der 1990er Jahre wurden Ideen zur Erinnerung den Ort entwickelt. An der Stelle der ehemaligen katholischen gotischen Kirche wurde eine Holzkapelle errichtet. Einige Meter weiter wurde an der Stelle der ehemaligen evangelischen Kirche ein Kreuz mit einem Stich dieser Kirche angebracht.

## Persönlichkeiten
- Johann Carl Unger (* 1771; † nach 1836), Dichter, Vater der Sängerin Caroline Unger